# Fat Freddy’s Drop
Fat Freddy’s Drop ist eine Band aus Wellington, Neuseeland. Ihr Musikstil lässt sich als eine Mischung aus Dub, Roots-Reggae, Soul, Electro und Jazz bezeichnen.

## Geschichte
Lange Zeit als Geheimtipp gehandelt, hatten sie zwar noch keine Alben auf dem europäischen Markt, traten aber dennoch schon Mitte 2004 in Europa (u. a. in Berlin) auf. Einzig ihre Songs Hope und This Room waren zu diesem Zeitpunkt auf der Best Seven Selections (Sonar Kollektiv, 2004) veröffentlicht.
Ihre erste Veröffentlichung war das Album Live at the Matterhorn (2001), aufgenommen bei einem Auftritt in einem Nachtclub in Wellington. Es folgten mehrere Veröffentlichungen auf verschiedenen Samplern, größtenteils in Neuseeland. 2005 erschien ihr Album Based on a True Story, das auch in Europa veröffentlicht wurde. Es verzeichnete trotz wenig Werbung gewaltige Verkaufszahlen. So erreichte es schon am ersten Tag nach dem Release Gold-Status.
Weiter hatte Sänger Joe Dukie Gastauftritte u. a. beim deutschen DJ-Duo Boozoo Bajou, bei Eva Be (Sonar Kollektiv), Clara Hill, Nightmares on Wax und bei Recloose, sowie es auch einige Veröffentlichungen unter dem Namen Joe Dukie and DJ Fitchie gibt.
Ihre Performance zeichnet sich vor allem durch äußerst starke Abwandlungen der eigenen Songs aus, die teilweise in einer Mischung aus Coverversion und ihres eigenen Songs enden. Live werden sie unterstützt durch den Rapper MC Slave.

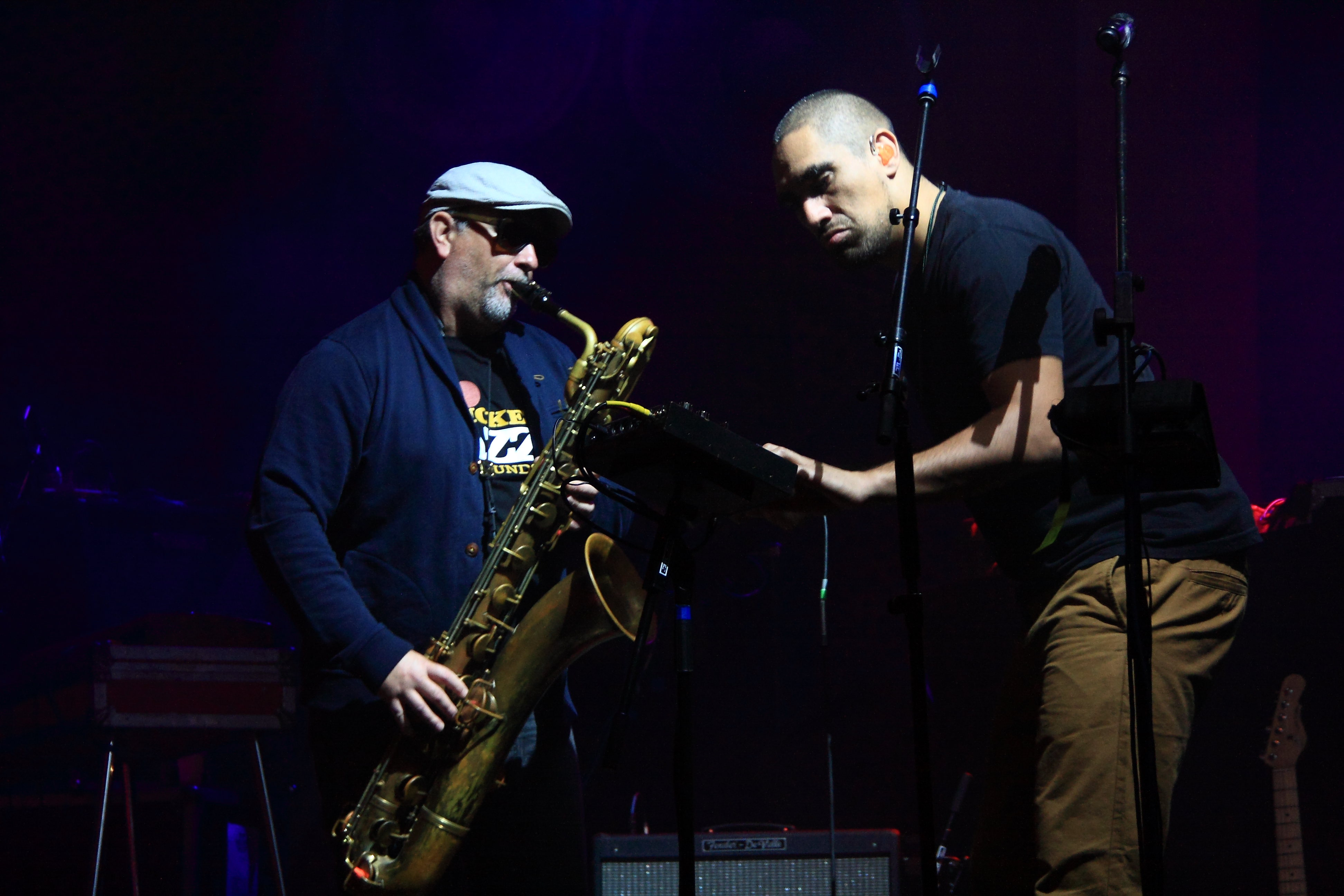
Chopper Reedz & Joe Dukie beim Sampling
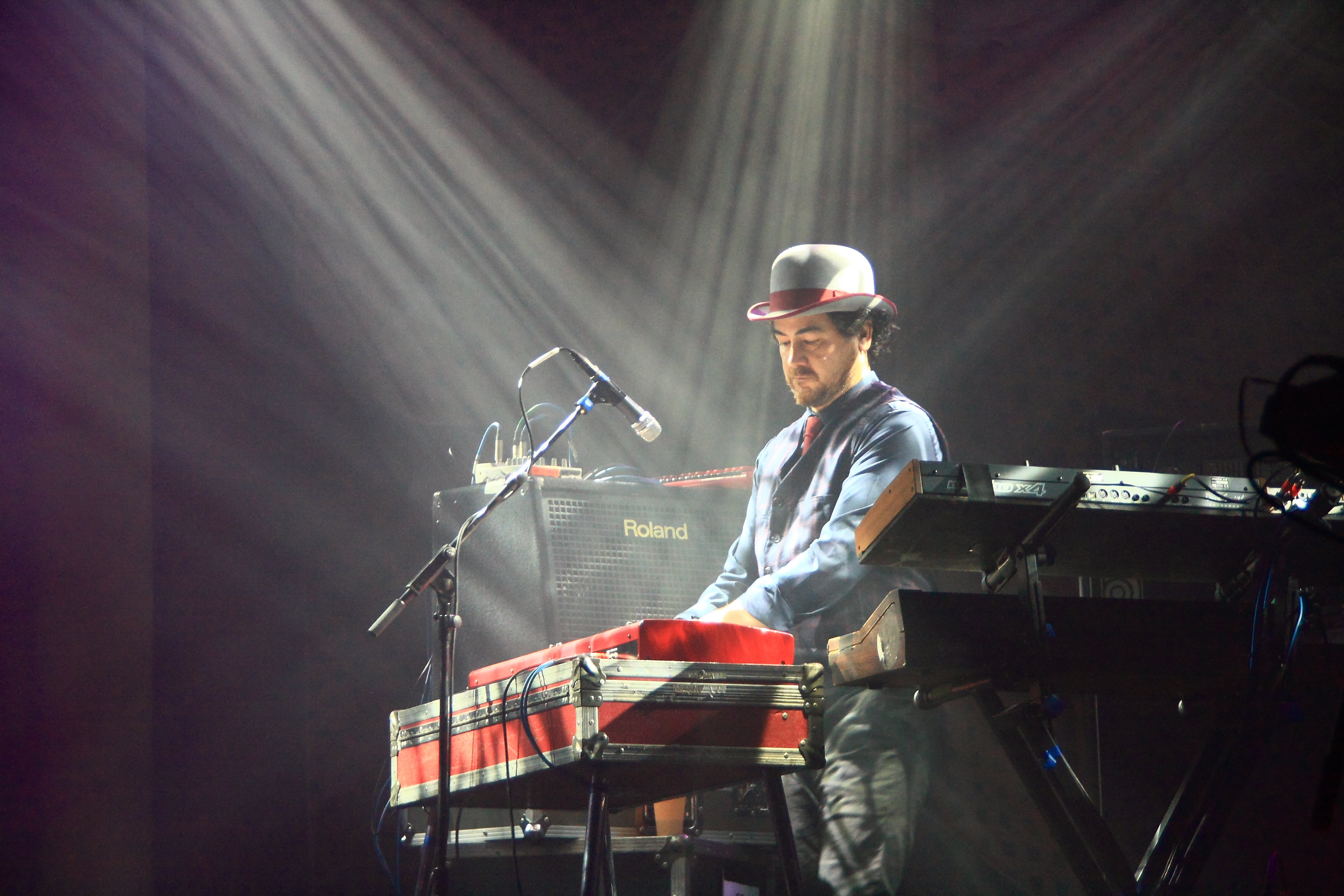
Dobie Blaze
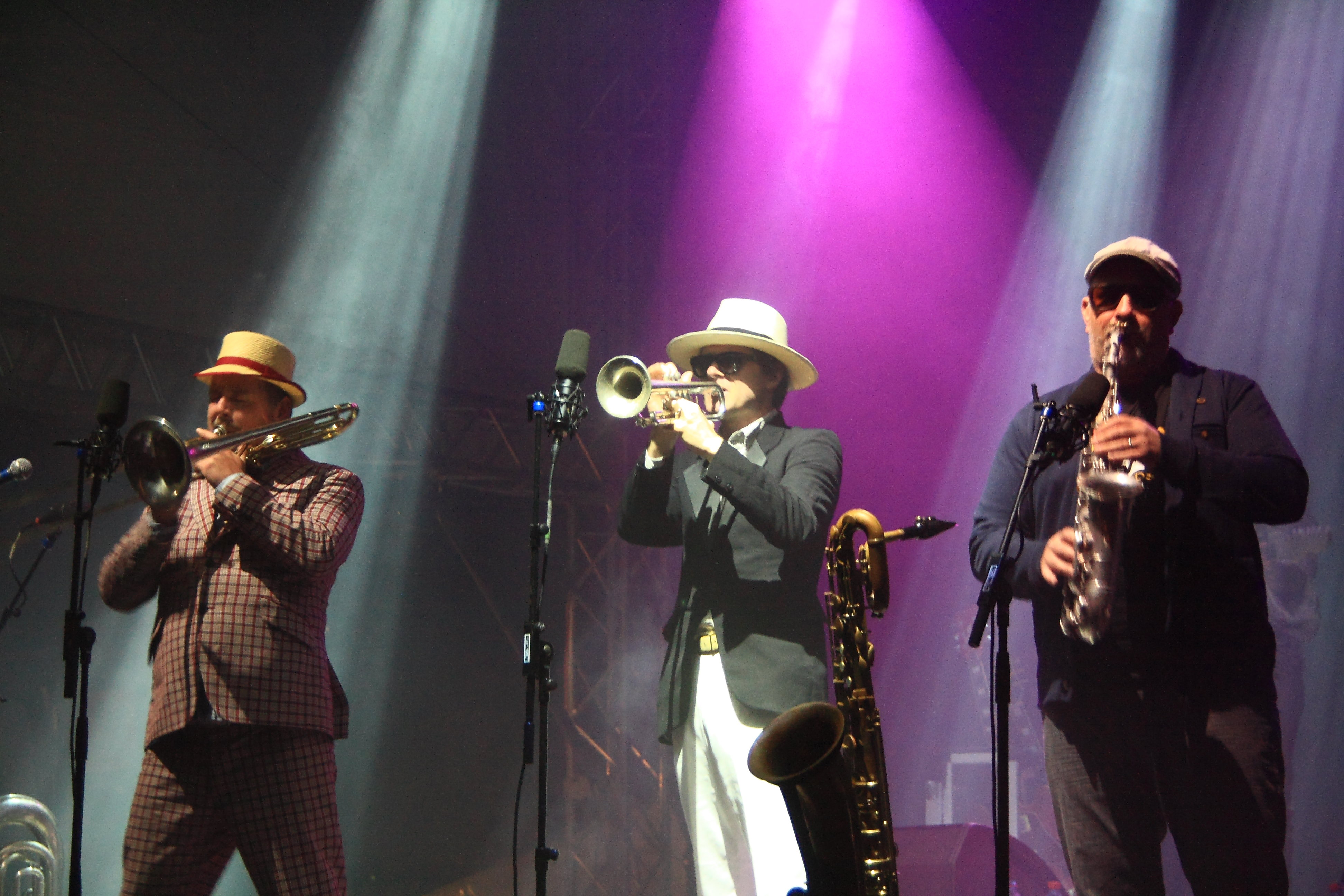
Hopepa, Tony Chang & Chopper Reedz
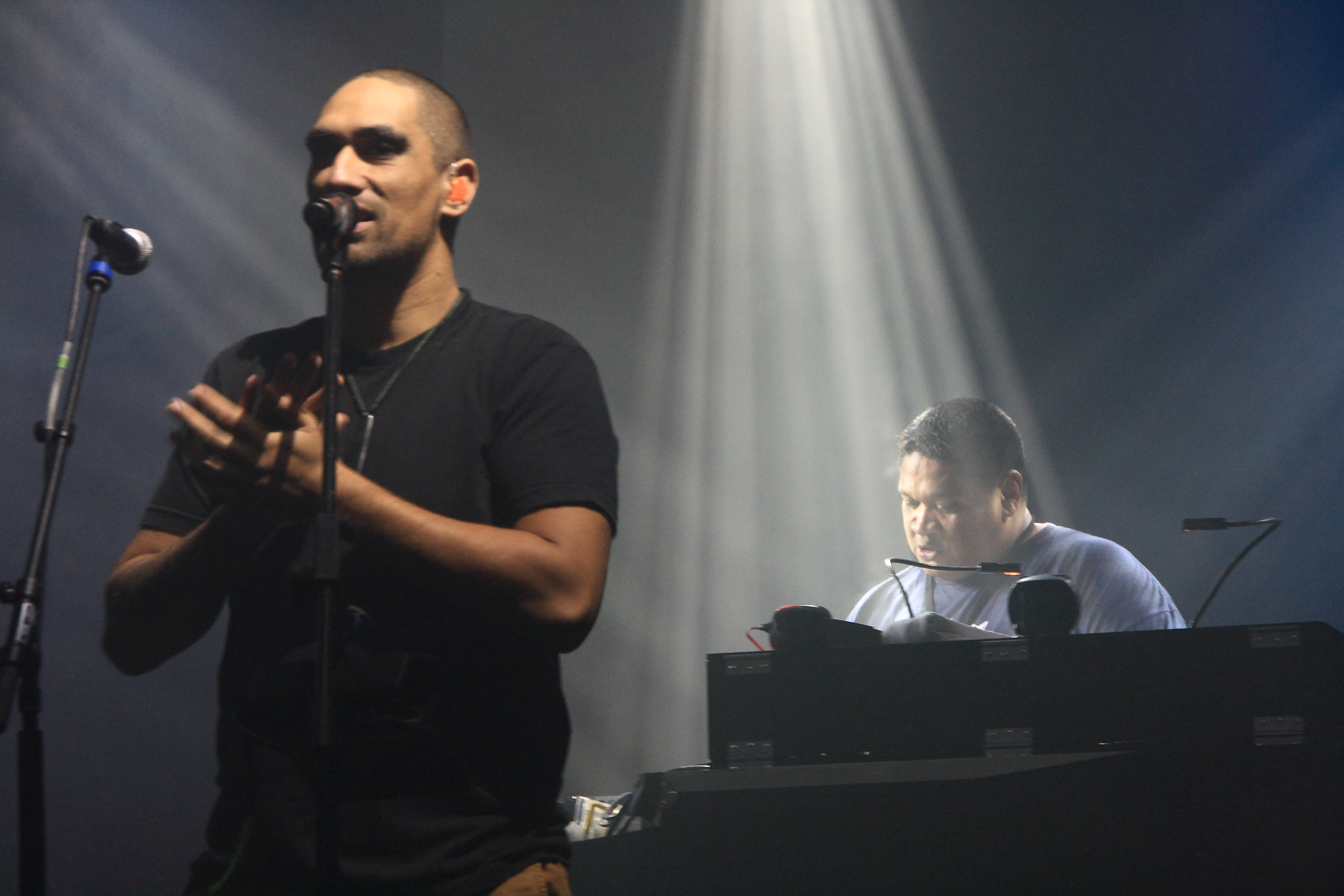
Joe Dukie & DJ Fitchie
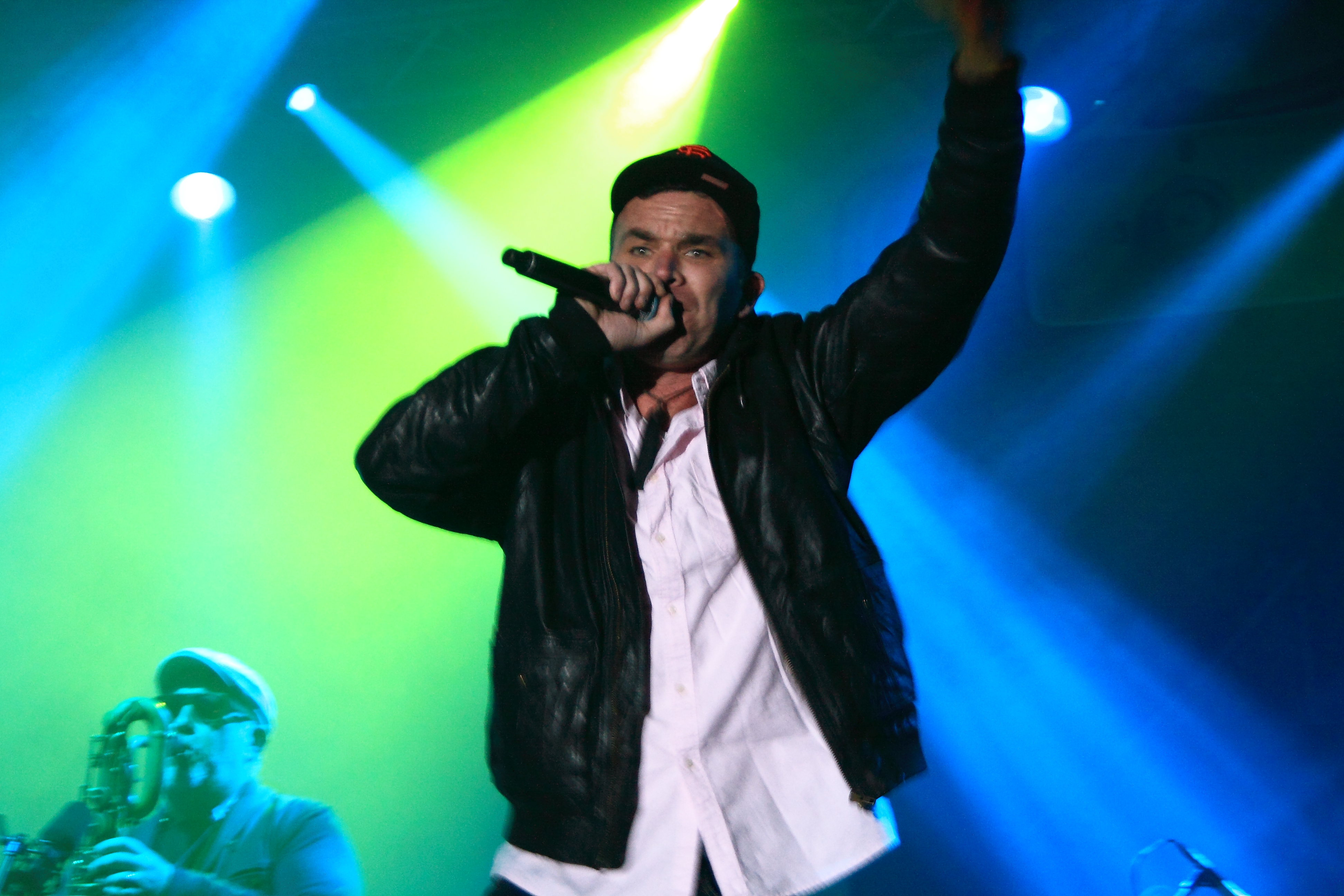
MC Slave, der „8. Freddy“

## Diskografie

### Alben
| Jahr | Titel                       | Höchstplatzierung, Gesamtwochen, AuszeichnungChartplatzierungen (Jahr, Titel, Platzierungen, Wochen, Auszeichnungen, Anmerkungen) | Höchstplatzierung, Gesamtwochen, AuszeichnungChartplatzierungen (Jahr, Titel, Platzierungen, Wochen, Auszeichnungen, Anmerkungen) | Höchstplatzierung, Gesamtwochen, AuszeichnungChartplatzierungen (Jahr, Titel, Platzierungen, Wochen, Auszeichnungen, Anmerkungen) | Höchstplatzierung, Gesamtwochen, AuszeichnungChartplatzierungen (Jahr, Titel, Platzierungen, Wochen, Auszeichnungen, Anmerkungen) | Höchstplatzierung, Gesamtwochen, AuszeichnungChartplatzierungen (Jahr, Titel, Platzierungen, Wochen, Auszeichnungen, Anmerkungen) | Anmerkungen                             |
| Jahr | Titel                       | DE | AT | CH | UK | NZ | Anmerkungen                             |
| ---- | --------------------------- | --- | --- | --- | --- | --- | --------------------------------------- |
| 2005 | Based on a True Story       | — | — | — | — | NZ1 ×12Zwölffachplatin · (111 Wo.)NZ                                                                                              | Erstveröffentlichung: 2. Mai 2005       |
| 2009 | Dr Boondigga and the Big BW | DE97 (1 Wo.)DE | — | — | — | NZ1 ×3Dreifachplatin · (45 Wo.)NZ                                                                                                 | Erstveröffentlichung: 7. August 2009    |
| 2010 | Live at Roundhouse London   | — | — | — | — | NZ8 (11 Wo.)NZ |                                         |
| 2013 | Blackbird                   | DE65 (1 Wo.)DE | — | CH55 (1 Wo.)CH | UK59 (1 Wo.)UK | NZ1 Platin · (33 Wo.)NZ | Erstveröffentlichung: 24. Juni 2013     |
| 2014 | iTunes Session              | — | — | — | — | NZ19 (1 Wo.)NZ | Erstveröffentlichung: 9. Dezember 2014  |
| 2015 | Bays                        | DE35 (1 Wo.)DE | AT66 (1 Wo.)AT | CH93 (1 Wo.)CH | UK79 (1 Wo.)UK | NZ1 ×2Doppelplatin · (26 Wo.)NZ                                                                                                   | Erstveröffentlichung: 23. Oktober 2015  |
| 2019 | Special Edition Part 1      | — | — | — | — | NZ4 (10 Wo.)NZ | Erstveröffentlichung: 16. November 2019 |
| 2020 | Lock-in                     | — | — | — | — | NZ17 (2 Wo.)NZ | Erstveröffentlichung: 16. Oktober 2020  |
| 2021 | Wairunga                    | — | — | — | — | NZ12 (3 Wo.)NZ | Erstveröffentlichung: 20. August 2021   |

Weitere Alben
- 2001: Live at the Matterhorn
- 2004: Hope for a Generation (EP)
- 2010: Do It for the Love of Music (Studio Sessions)
- 2024: Slo Mo

### Singles
| Jahr | Titel Album                                | Höchstplatzierung, Gesamtwochen, AuszeichnungChartsChartplatzierungen (Jahr, Titel, Album, Platzierungen, Wochen, Auszeichnungen, Anmerkungen) | Anmerkungen                            |
| Jahr | Titel Album                                | NZ | Anmerkungen                            |
| ---- | ------------------------------------------ | --- | -------------------------------------- |
| 2005 | Wandering Eye Based on a True Story        | NZ6 ×8Achtfachplatin · (17 Wo.)NZ |                                        |
| 2008 | The Camel Dr Boondigga and the Big BW      | NZ14 (1 Wo.)NZ | feat. Alice Russell                    |
| 2008 | Pull the Catch Dr Boondigga and the Big BW | NZ17 (1 Wo.)NZ |                                        |
| 2013 | Clean the House Blackbird                  | NZ30 (1 Wo.)NZ |                                        |
| 2014 | Slings and Arrows Bays                     | NZ5 Platin · (2 Wo.)NZ | Erstveröffentlichung: 20. Oktober 2014 |

Weitere Singles
- 2003: Hope (NZ: Platin)
- 2005: Roady (NZ: ×2Doppelplatin )
- 2005: Flashback (NZ: Gold)
- 2005: Cay’s Crays (NZ: Platin)
- 2009: Ernie (NZ: ×2Doppelplatin )
- 2013: Blackbird (NZ: Platin)
- 2015: 10 Feet Tall (NZ: ×2Doppelplatin )
- 2020: Hope (Lock-In) (feat. Lisa Tomlins, NZ: Gold)

### Erschienen auf Samplern
- 2004: Best Seven Selections (Sonar Kollektiv)
- 2004: The Eclectic Sessions Vol. 2 (Trust the DJ Records – Gilles Peterson Worldwide, BBC Radio 1)

## Auszeichnungen
- 2005: New Zealand Music Awards (Best Group, Best Album, Best New Zealand Roots Group und People’s Choice Award)
- 2005: Worldwide – Album of the Year Award (Gilles Peterson Worldwide, BBC Radio 1)
- 2006: New Zealand Music Awards (People’s Choice Award, Highest Selling NZ Album und Best Music Video)